# Слуп (Сьредський повіт)
Слуп (пол. Słup, нім. Schlaupe) — село в Польщі, у гміні Шрода-Шльонська Сьредського повіту Нижньосілезького воєводства.
Населення — 200 осіб (2011).
У 1975-1998 роках село належало до Вроцлавського воєводства.

## Демографія
Демографічна структура станом на 31 березня 2011 року:
|          | Загалом | Допрацездатний вік | Працездатний вік | Постпрацездатний вік |
| -------- | ------- | ------------------ | ---------------- | -------------------- |
| Чоловіки | 96      | 20                 | 64               | 12                   |
| Жінки    | 104     | 19                 | 59               | 26                   |
| Разом    | 200     | 39                 | 123              | 38                   |